# Simon Townshend
Simon Townshend (* 10. října 1960 Londýn, Anglie, UK) je britský kytarista, zpěvák, skladatel a mladší bratr Petea Townshenda z The Who. Je známý především spoluprací s kapelou The Who a různými vedlejšími projekty jejích původních členů.

## Mládí
Simon Townshend se narodil v Londýně a vyrůstal v rodině hudebníků. Jeho otec byl Cliff Townshend, profesionální saxofonista v kapela The Squadronaires, a jeho matka Betty Townshend (rozená Dennis), která začínala svou kariéru jako zpěvačka. Byl nejmladším ze tří synů. V době, kdy se narodil, kariéra jeho otce postupně upadala, zatímco jeho starší bratr Pete Townshend se v polovině šedesátých let stal úspěšným skladatelem britské kapely The Who. Když bylo Simonovi devět let, nahrál doprovodné vokály pro rockovou operu Tommy od The Who. Objevil se i v její zfilmované verzi z roku 1975. V roce 1983 vydal své první sólové album Sweet Sound. v roce 1989 nazpíval pro album svého bratra The Iron Man: A Musical píseň "Man Machines" a alternativní verzi "Dig". V roce 1994 se s Rogerem Daltreym vydal na turné Daltrey Sings Townshend.

## Kariéra

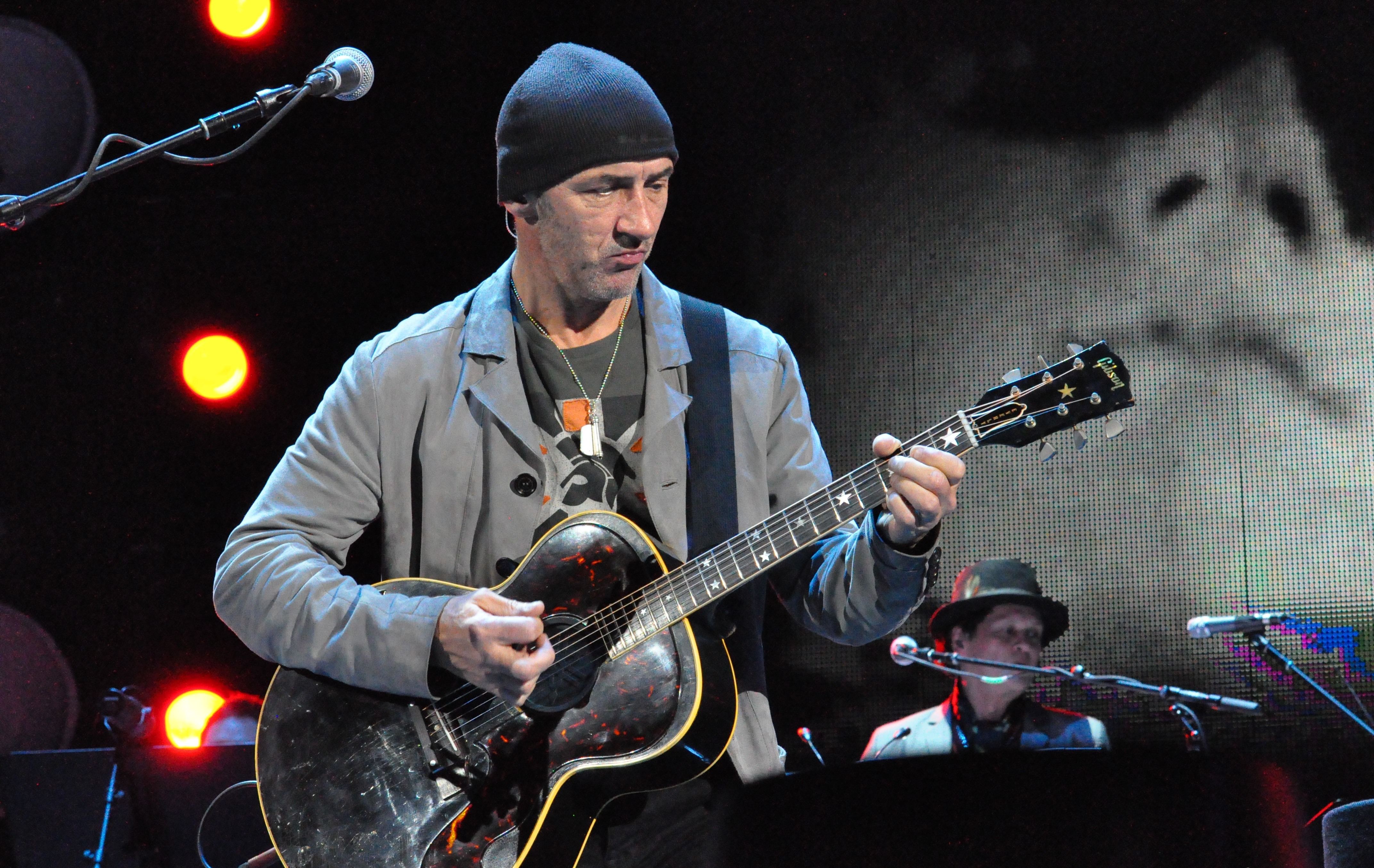
Simon Townshend na koncertě The Who (2012)

V roce 1996, poté, co založil vlastní hudební vydavatelství Stir Music, vydal Townshend několik dalších alb. V letech 1996 a 1997 hrál jako druhý kytarista s The Who na jejich turné ke Quadrophenii. Právoplatným členem sestavy na turné se stal v roce 2002 a od té doby hrál na každém jejich turné. V roce 2005 se stal hlavním kytaristou, hlavním zpěvákem a skladatelem skupiny Casbah Club, jejímiž členy byli Bruce Foxton (The Jam) a Mark Brzezicki (Big Country) a Bruce Watson (Big Country).
V roce 2006 se Townshend připojil k evropské části turné The Who, kde hrál s Casbah Club, kteří tam byli jako předkapela, a také s The Who. Hrál na rytmickou kytaru, mandolínu a zpíval doprovodné vokály. S The Who spolupracoval také na jejich albu Endless Wire (2006), kde zpíval doprovodné vokály.
11. srpna 2009 zahrál na koncertě Pearl Jam v Shepherd's Bush Empire v Londýně skladbu „The Real Me“ z alba Quadrophenia od The Who. Na podzim 2009 vyrazil s Rogerem Daltreym a kapelou No Plan B na americké turné, v němž pokračovali i na jaře 2010. Několik koncertů zahráli spolu s Ericem Claptonem. Následovala turné v letech 2011 a 2012, kde hráli kompletní verzi Tommyho.
V únoru 2012 vyrazil na sólové turné po Spojeném království, kde představil své nové album Looking Out Looking In. Na těchto koncertech hrál za podpory Tonyho Lowea (kytara), Phila Spaldinga (baskytara) a Grega Pringlea (bicí). Na konci léta a na podzim 2012 byl s The Who na turné, které obsahovalo i vystoupení na závěrečné ceremonii letních olympijských her 2012.

## Diskografie
Townshend vydal několik sólových alb.
- Sweet Sound (1983, Polydor Records)
- Moving Target (1985, Polydor)
- Among Us (1997, Rising Records)
- Simontownshendis (2002, Stir Music)
- Looking Out Looking In (2012, Eagle Rock Entertainment)

## Osobní život
Simon je ženatý s Janie Townshend, se kterou má tři děti. Napsal pro ni skladbu „Girl in New York“.